# Regeringen Anker Jørgensen I
Regeringen Anker Jørgensen I var Danmarks regering 5 oktober 1972–19 december 1973. Den bestod av ministrar från Socialdemokraterne under ledning av Anker Jørgensen.
| Ämbete | Minister | Minister         | Period                                                           |
| --- | -------- | ---------------- | ---------------------------------------------------------------- |
| Statsminister                                                                                                 |          | Anker Jørgensen  | 5 oktober 1972–19 december 1973                                  |
| Utrikesminister                                                                                               |          | K.B. Andersen    | 5 oktober 1972–19 december 1973                                  |
| Finansminister                                                                                                |          | Henry Grünbaum   | 5 oktober 1972–19 december 1973                                  |
| Ekonomiminister Budgetminister                                                                                |          | Per Hækkerup     | 5 oktober 1972–19 december 1973 5 oktober 1972–27 september 1973 |
| Minister för nordiskt samarbete, Minister för utrikesekonomi & Minister för europeiska marknadsangelägenheter |          | Ivar Nørgaard    | 5 oktober 1972–19 december 1973                                  |
| Försvarsminister                                                                                              |          | Kjeld Olesen     | 5 oktober 1972–27 september 1973                                 |
| Försvarsminister                                                                                              |          | Orla Møller      | 27 september 1973–19 december 1973                               |
| Undervisningsminister                                                                                         |          | Knud Heinesen    | 5 oktober 1972–27 september 1973                                 |
| Undervisningsminister                                                                                         |          | Ritt Bjerregaard | 27 september 1973–19 december 1973                               |
| Justitieminister                                                                                              |          | K. Axel Nielsen  | 5 oktober 1972–27 september 1973                                 |
| Justitieminister                                                                                              |          | Karl Hjortnæs    | 27 september 1973–19 december 1973                               |
| Inrikesminister                                                                                               |          | Egon Jensen      | 5 oktober 1972–19 december 1973                                  |
| Jordbruksminister                                                                                             |          | Ib Frederiksen   | 5 oktober 1972–19 december 1973                                  |
| Kyrkominister                                                                                                 |          | Dorte Bennedsen  | 5 oktober 1972–19 december 1973                                  |
| Bostadsminister                                                                                               |          | Helge Nielsen    | 5 oktober 1972–27 september 1973                                 |
| Bostadsminister                                                                                               |          | Svend Jakobsen   | 27 september 1973–19 december 1973                               |
| Fiskeriminister                                                                                               |          | Chr. Thomsen     | 5 oktober 1972–27 september 1973                                 |
| Fiskeriminister                                                                                               |          | Ib Frederiksen   | 27 september 1973–19 december 1973                               |
| Arbetsminister                                                                                                |          | Erling Dinesen   | 5 oktober 1972–19 december 1973                                  |
| Handelsminister                                                                                               |          | Erling Jensen    | 5 oktober 1972–19 december 1973                                  |
| Minister för Grönland                                                                                         |          | Knud Hertling    | 5 oktober 1972–19 december 1973                                  |
| Budgetminister                                                                                                |          | Knud Heinesen    | 27 september 1973–19 december 1973                               |
| Minister för offentliga arbeten & föroreningsbekämpning                                                       |          | Jens Kampmann    | 5 oktober 1972–19 december 1973                                  |
| Socialminister                                                                                                |          | Eva Gredal       | 5 oktober 1972–19 december 1973                                  |
| Kulturminister                                                                                                |          | Niels Matthiasen | 5 oktober 1972–19 december 1973                                  |
| Miljöminister                                                                                                 |          | Helge Nielsen    | 27 september 1973–19 december 1973                               |